# 酒井忠恒 (出羽松山藩主)
酒井 忠恒（さかい ただつね）は、出羽松山藩の初代藩主。左衛門尉酒井家分家初代。庄内藩初代藩主・酒井忠勝の三男。

## 略歴
寛永16年（1639年）8月8日生まれ。正保4年（1647年）12月11日、本家の庄内藩から2万石を分与されて、支藩である松山藩を立藩した。駿府加番や江戸城二の丸の石垣普請、酒井氏の菩提寺である心光寺の創建に努めた。延宝3年（1675年）8月6日（または1674年）に死去し、跡を長男・忠予が継いだ。

## 系譜
父母
- 酒井忠勝（父）
- 万世 ー 西田九郎左衛門の養女、奥野幸継の娘（母）

正室
- 牧野忠成の娘

側室
- 正寿院 ー 吉田主計の娘

子女
- 酒井忠予（長男）生母は正寿院（側室）